# Havighorster Graben

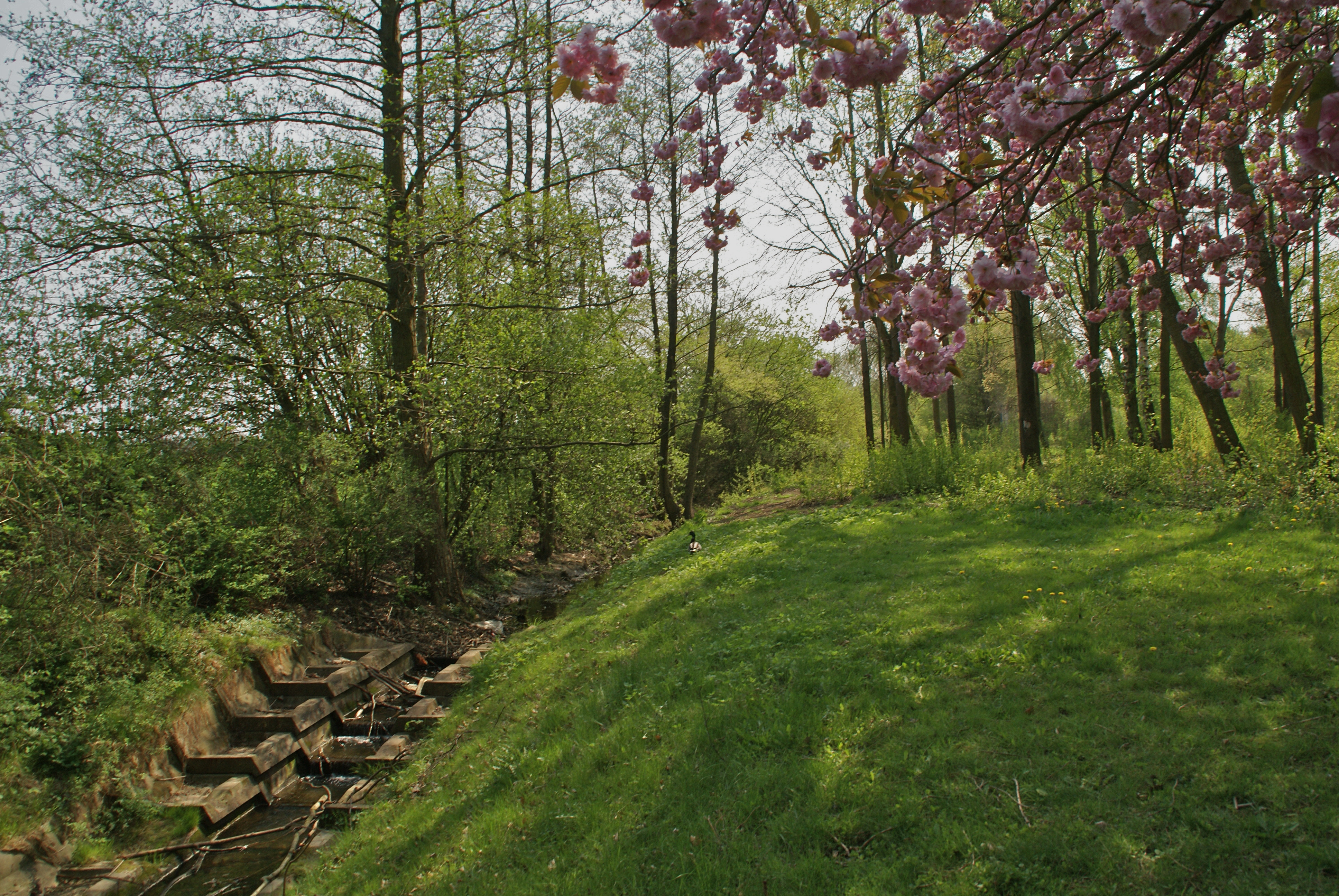
Al parc Grüne Meile a Hamburg-Mümmelmannsberg

L'Havighorster Graben (en baix alemany Haafkhorster Grüpp) és un afluent del riu Glinder Au o Steinbek que neix a prop del carrer Ohlendiek (estany vell) al nucli d'Havighorst (Ooststeenbeek) a l'estat de Slesvig-Holstein i que desemboca al Glinder Au o Steinbek al barri de Mümmelmannsberg a Billstedt a l'estat d'Hamburg a Alemanya.

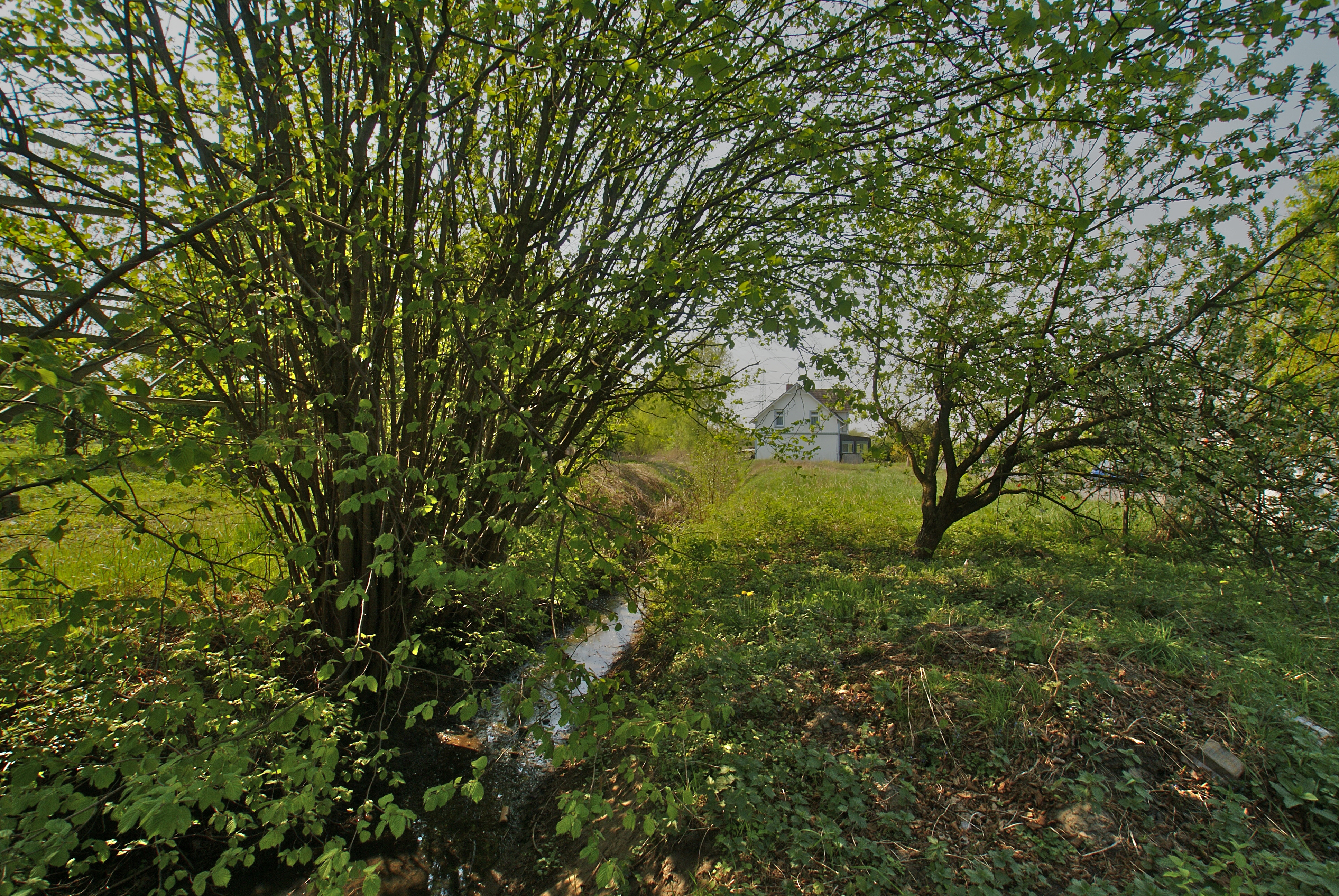
Al carrer Ohlendiek a Havikhorst
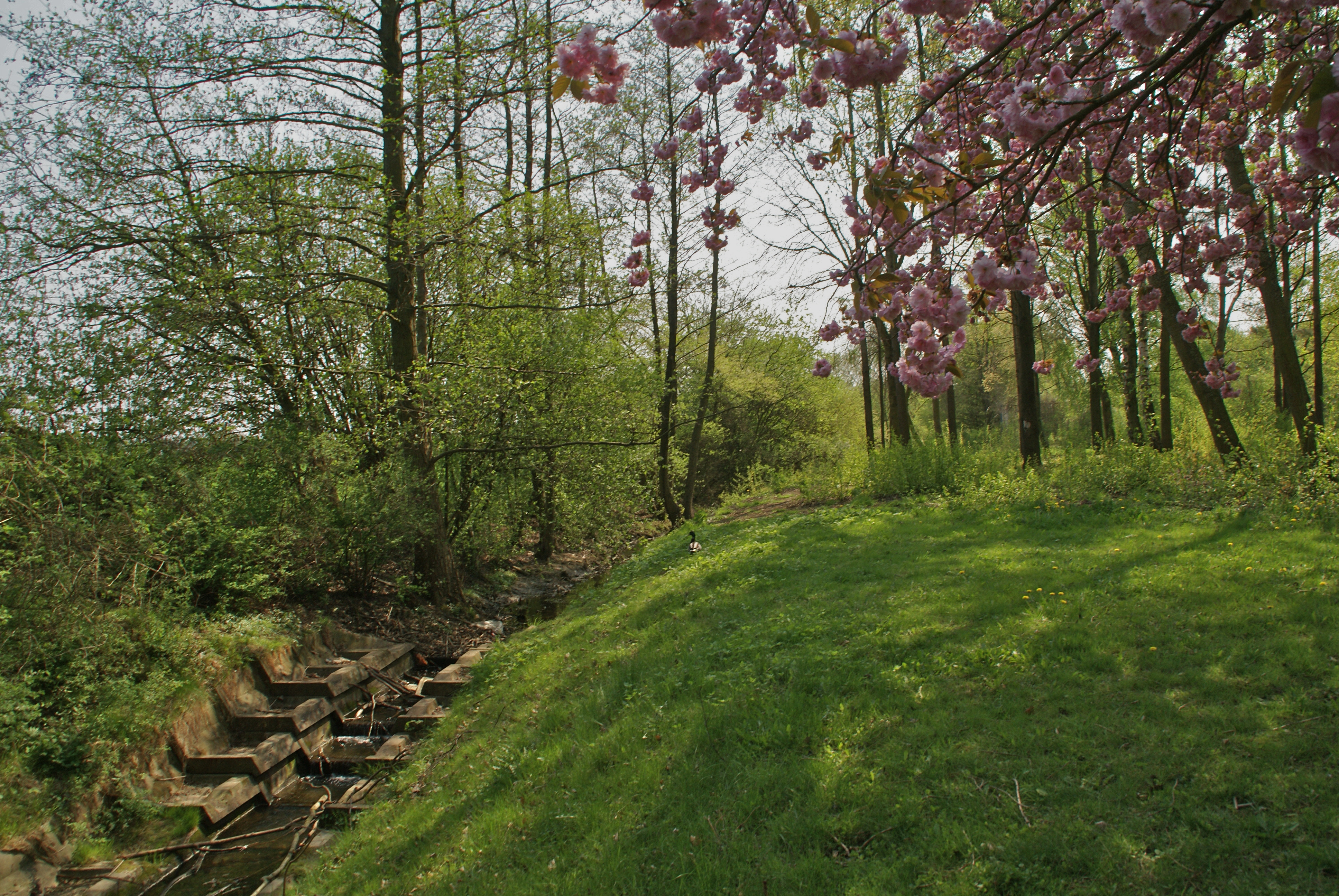
Primavera a la riba del Graben a Mümmelmannsberg
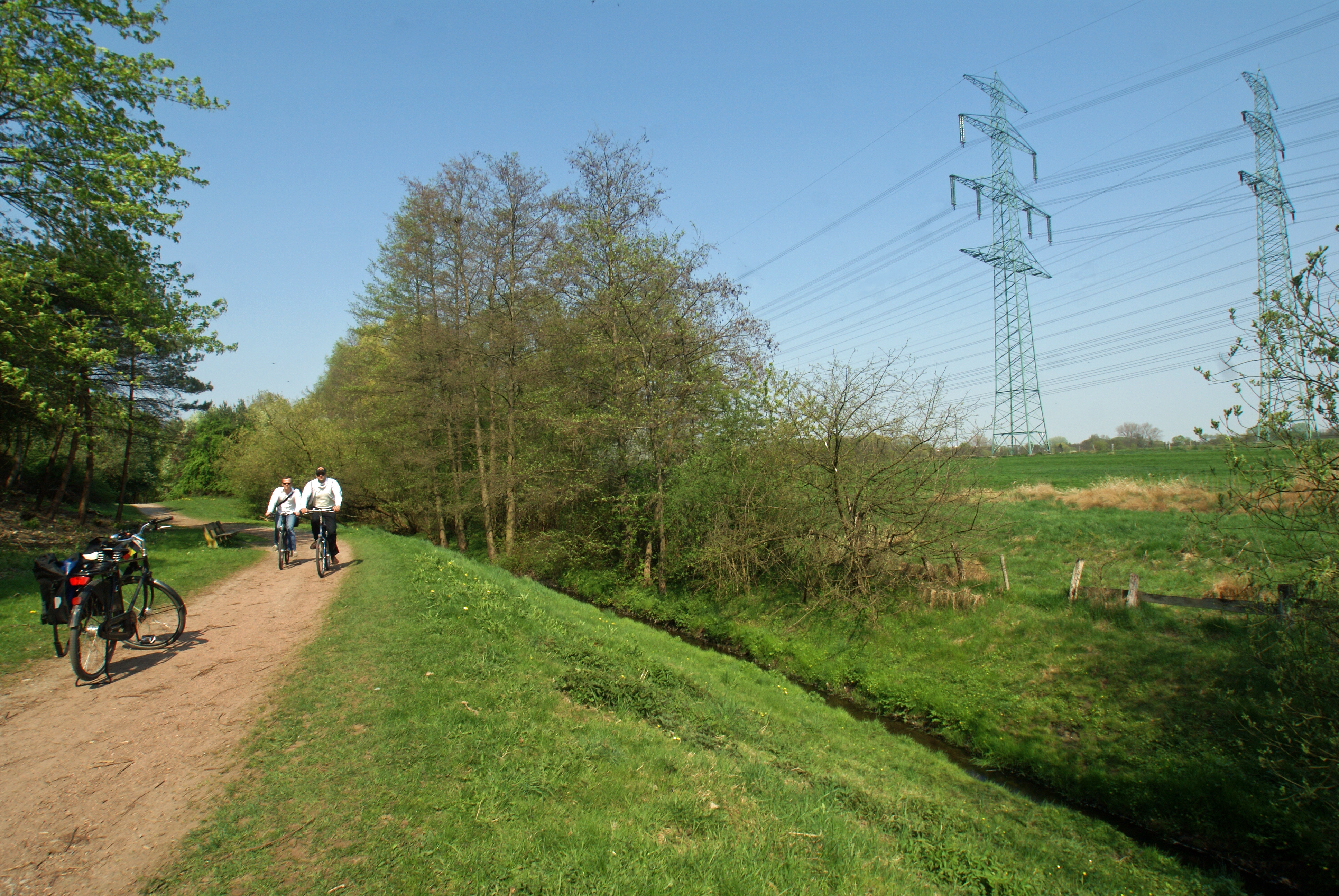
El sender al parc Grüne Meile a Mümmelmannsberg
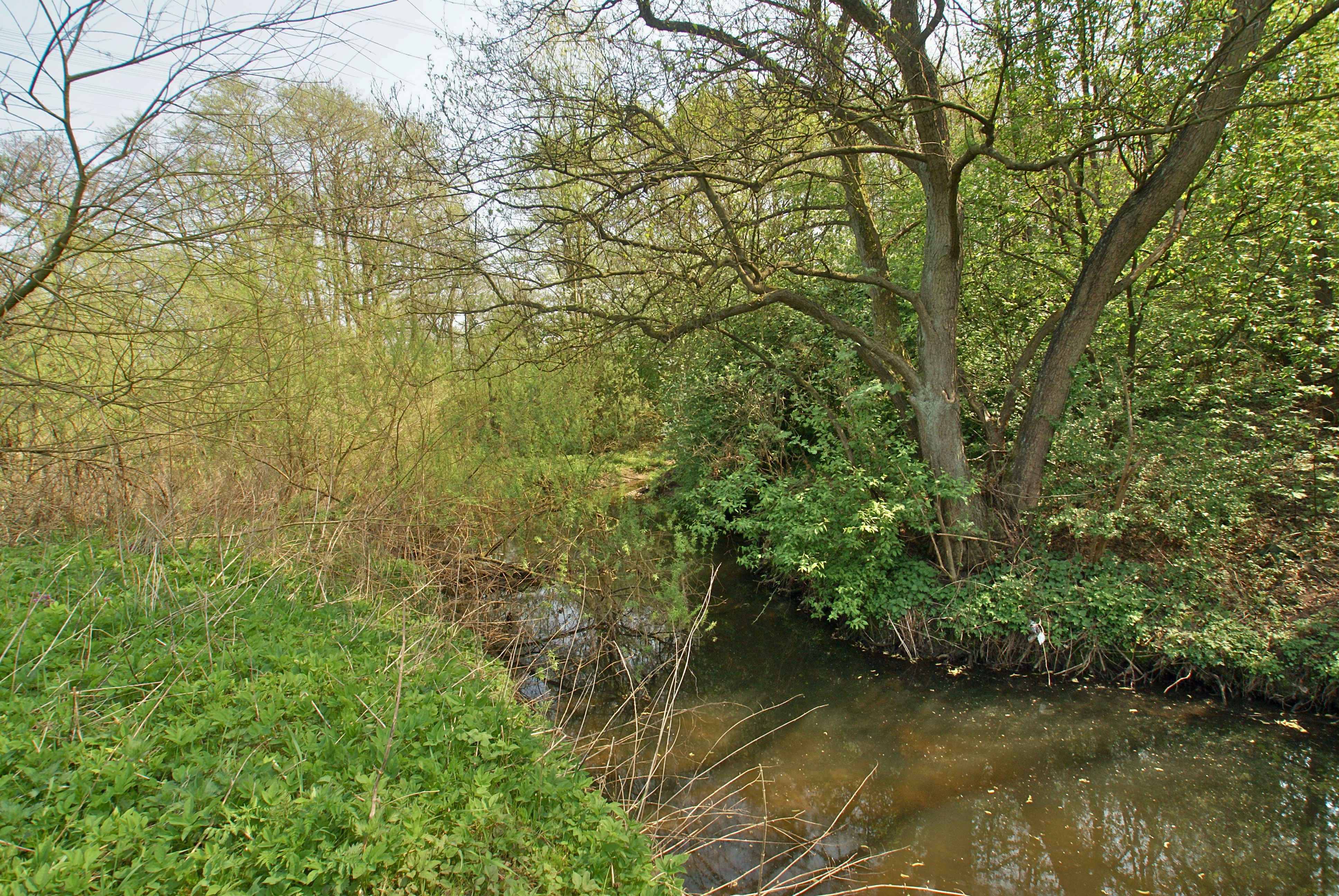
Aiguabarreig del riu al Glinder Au (Steinbek)

| \| \| Conca del Bille (Bil·le) \| |                          |
| Haken • Oberhafen • Oberhafenkanal • Schleusenkanal • Hochwasserbassin • Rückerskanal • Billekanal • canal de Billbrook • Bullenhuser Kanal • Tiefstackkanal • Steinbrookgraben • Glinder Au o Steinbek • Havighorster Graben • Forellenbach • Schleemer Bach • Barsbek • Jenfelder Bach • Bornbek • Bornmühlenbach • Ladenbek • Kampbille • Schleusengraben • Brookwetterung • Schulenbrooksbek • Dalbek • Knollgraben • Forstgraben • Trittauer Mühlenbach • Amelungsbek • Corbek • Schwarzer Au |                          |
| | Conca del Bille (Bil·le) |